# Неврастения
Неврастени́я — психическое расстройство из группы неврозов, проявляющееся в повышенной раздражительности, утомляемости, утрате способности к длительному умственному и физическому напряжению. Впервые описана американским врачом Георгом Бирдом в 1869 году. Неврастения возникает обычно при сочетании психической травмы с чрезмерно напряжённой работой и физиологическими лишениями (хроническое недосыпание, отсутствие отдыха и тому подобное). Возникновению неврастении способствуют ослабляющие организм инфекции и интоксикации (курение, алкоголь), эндокринные расстройства, недостаточное питание и другое.
В настоящее время понятие неврастении подвергается сомнению. В классификации ВОЗ МКБ-10 она относится к разделу F48 «Другие невротические расстройства», но отсутствует в последней классификации МКБ-11 (вместо этого рекомендуется ставить «Расстройство настроения, неуточнённое» 6A8Z). Есть версия, что по сути неврастения представляет собой дизавтономию — разбалансировку вегетативной нервной системы.

## Симптомы и течение
Выделяются три стадии (формы) неврастении. 

### Гиперстеническая неврастения
Начальная стадия, наиболее частая форма, проявляется преимущественно в раздражительности и возбудимости, с которой начинается заболевание, проявляется повышенная психическая возбудимость, выраженная раздражительностью. Признаки неврастении: раздражает малейший шум, разговоры окружающих, любые звуки, быстрое передвижение людей, просто толпа окружающих, многолюдные сборища, также быстро (легко) раздражаются, кричат на близких, сотрудников, собеседников, повышенная способность оскорбить, то есть легко терять самообладание. Наряду с этим снижена работоспособность, но не только за счёт утомления, а на этом этапе расстройства главным образом, за счёт их психической несобранности, рассеянности, неспособности сосредоточиться на нужном круге представлений и начать необходимое дело, то есть в связи с первичной слабостью активного внимания. Начав же занятие, наблюдаемый долго не выдерживает необходимого здесь психического напряжения, опять же — напряжения активного внимания. Встаёт из-за стола, уходит с рабочего места, отвлекается на посторонние раздражители, затем опять «трудное начало» занятия и так многократно, вследствие больших потерь времени, производительность труда ничтожна. Всегда выражены нарушения сна: засыпает человек с трудом, часто просыпается, снова засыпает, переживая обильные сновидения, навеянные дневными заботами. В результате утром поднимается с запозданием и с трудом, не отдохнувшим, с тяжёлой «неясной» головой, дурным настроением, чувством усталости и разбитости, которое несколько отступает лишь к вечеру. Часты жалобы на головную боль, общую слабость, плохую память, неприятные ощущения в различных частях тела. Также испытывается тяжесть в голове, чувство давления в висках, опоясывающие головные боли («неврастеническая каска»).

### Раздражительная слабость
Вторая, промежуточная, стадия (фаза болезни).
Характеризуется так называемой раздражительной слабостью (главное клиническое содержание второй формы неврастении) — сочетанием повышенной возбудимости и раздражительности с утомляемостью и быстрым истощением. По случайным и незначительным поводам у больного возникают бурные реакции раздражения или вспышки возбуждения, которые обычно непродолжительны, но часты. Повышенная возбудимость нередко выражается в слезливости, ранее не свойственной больному, или же в нетерпеливости, суетливости. Характерна болезненная непереносимость громких звуков, шума, яркого света, резких запахов. Утрачивается способность контролировать внешние проявления своих эмоций. Расстраивается активное внимание. Появляются жалобы на рассеянность, плохое запоминание. Настроение неустойчивое, со склонностью к подавленности. При тяжёлых формах неврастении может развиться картина так называемой депрессии истощения: больные мрачны, вялы, ко всему безразличны. Постоянный признак неврастении — нарушение сна: затруднение засыпания, поверхностный или неосвежающий сон, тревожные сновидения, сонливость днём и бессонница ночью. Снижается или полностью пропадает аппетит, появляются отрыжка, изжога, запоры, чувство тяжести в желудке. Часты жалобы на головные боли, сердцебиение, чувство замирания сердца, возможны расстройства половой функции и так далее.
Раздражительная слабость — главное клиническое содержание второй формы неврастении (или же второй фазы болезни), которая может проявиться у субъектов безудержного, холерического темперамента или же у лиц с сильным и уравновешенным типом нервной системы в случаях, когда выздоровления на гиперстенической стадии не последовало, а болезнетворная обстановка сохраняется.

### Гипостеническая неврастения
Третья стадия. Преобладают слабость и истощение.
Основные симптомы — вялость, апатия, повышенная сонливость, подавленность.
Больные не способны мобилизовать себя на рабочее усилие, они постоянно испытывают чувство большой усталости, подавлены мыслями о своих соматических ощущениях. На этом этапе болезни налицо постоянная массивная астения на фоне сниженного настроения. Фон настроения несколько тревожный, с оттенком грусти и ослаблением интересов. Здесь нет аффектов тоски или тревоги, сниженное настроение имеет невротический характер, пронизано астенией и отличается слезливостью и эмоциональной лабильностью. Часты ипохондрические жалобы и фиксация больных на своих внутренних ощущениях. С течением времени (особенно под влиянием лечения) у больных улучшается сон, с чего, в сущности, и начинается процесс выздоровления. При повторных приступах неврастении (при любой её форме, в особенности — последней) продолжительность приступов возрастает, а депрессивные явления, углубляясь, всё более приближаются к циклотимному уровню. В связи с этим ещё старые авторы (Н. Schule, R. Kraft-Ebing, С. С. Корсаков, А. В. Каннабих) указывали на возможность возникновения периодической неврастении. С этим согласуются и последние данные клинического опыта о возможности перерастания такого рода периодических проявлений неврастенической депрессии в циклотимию.

## Лечение
Лечение неврастении на начальной стадии направлено на упорядочение режима труда и отдыха, устранение причины эмоционального перенапряжения, общее укрепление организма (регулярное питание, витаминотерапия, общеукрепляющее лечение, психотерапия). При необходимости — смена работы. В тяжёлых случаях (гипостенической неврастении) назначается лечение в стационаре, с применением общеукрепляющих средств, а также антидепрессантов и транквилизаторов. Прогноз при правильном и своевременном лечении благоприятен. Также важно остановить курение и употребление алкоголя.